# Hansi
Pour les articles homonymes, voir Waltz.
Pour la ville indienne homonyme, voir Hansi (Haryana).
Jean-Jacques Waltz, alias Hansi ou Oncle Hansi, né le 23 février 1873 à Colmar et mort le 10 juin 1951 à Colmar, est un artiste illustrateur alsacien et français.

## L'enfance
Jean-Jacques Waltz est le benjamin d'une famille de quatre enfants né du mariage de Jacques André Waltz et de Rosalie Clémence Dunan. Les Waltz vivent en Alsace depuis le XVIIe siècle et on trouve dans leurs ancêtres des boulangers, des chapeliers et des bouchers. Après avoir été tout d'abord boucher comme son propre père, le père de Jean-Jacques Waltz devient bibliothécaire à la bibliothèque municipale de Colmar en 1881 et en 1891 conservateur du musée Unterlinden. Autodidacte, il acquiert une très grande connaissance de l'Alsace et de Colmar, cité typiquement alsacienne, mais de tradition française. C'est lui qui éveille très tôt chez son fils un intérêt pour l'histoire et l'art. Il est affecté par l'annexion, qui rompt les liens qu'il entretenait avec la France.
Jean-Jacques Waltz (Hansi) fréquente le lycée impérial depuis 1881. Au lycée, sa cible favorite sont ses professeurs dont certains viennent parfois de régions d'Allemagne très éloignées de l'Alsace pour y enseigner le français. Hansi détestait ses professeurs allemands. Il écrira :

« Quand dans la journée j'avais été brutalisé au lycée boche, quand le professeur d'allemand nous avait enseigné que la langue allemande était la plus belle et la plus ancienne de toutes les langues, quand le professeur d'histoire avait insulté nos pères et tous les Français, en remontant jusqu'au temps de Charlemagne, quand le professeur de français, originaire de Koenigsberg, nous avait prouvé que ni les Français ni les Alsaciens ne savaient leur propre langue et que ce n'est qu'à Koenigsberg que l'on parle le français correctement, quand, à mon retour du lycée, d'où tous les jours je rapportais quelques gifles et quelques heures d'arrêts, j'avais rencontré les officiers insolents battant le pavé de notre ville, les fonctionnaires, laids et arrogants, et que je rentrais chez moi, triste et découragé, alors, pour me consoler, mon père me racontait combien notre petite ville était belle du temps français. »

Son père le retire de ce lycée en 1894, et l'envoie à Lyon suivre les cours de dessin industriel de la Société d'enseignement professionnel du Rhône, il suit aussi les cours de peinture et d'arts décoratifs, toujours à Lyon. À la suite d'une pleurésie contractée en 1896, il doit rentrer à Colmar. Ensuite on le retrouve, jusqu'à 1909, comme dessinateur tout d'abord dans une usine textile à Cernay, puis aux établissements Herzog à Logelbach.

## Une carrière de dessinateur

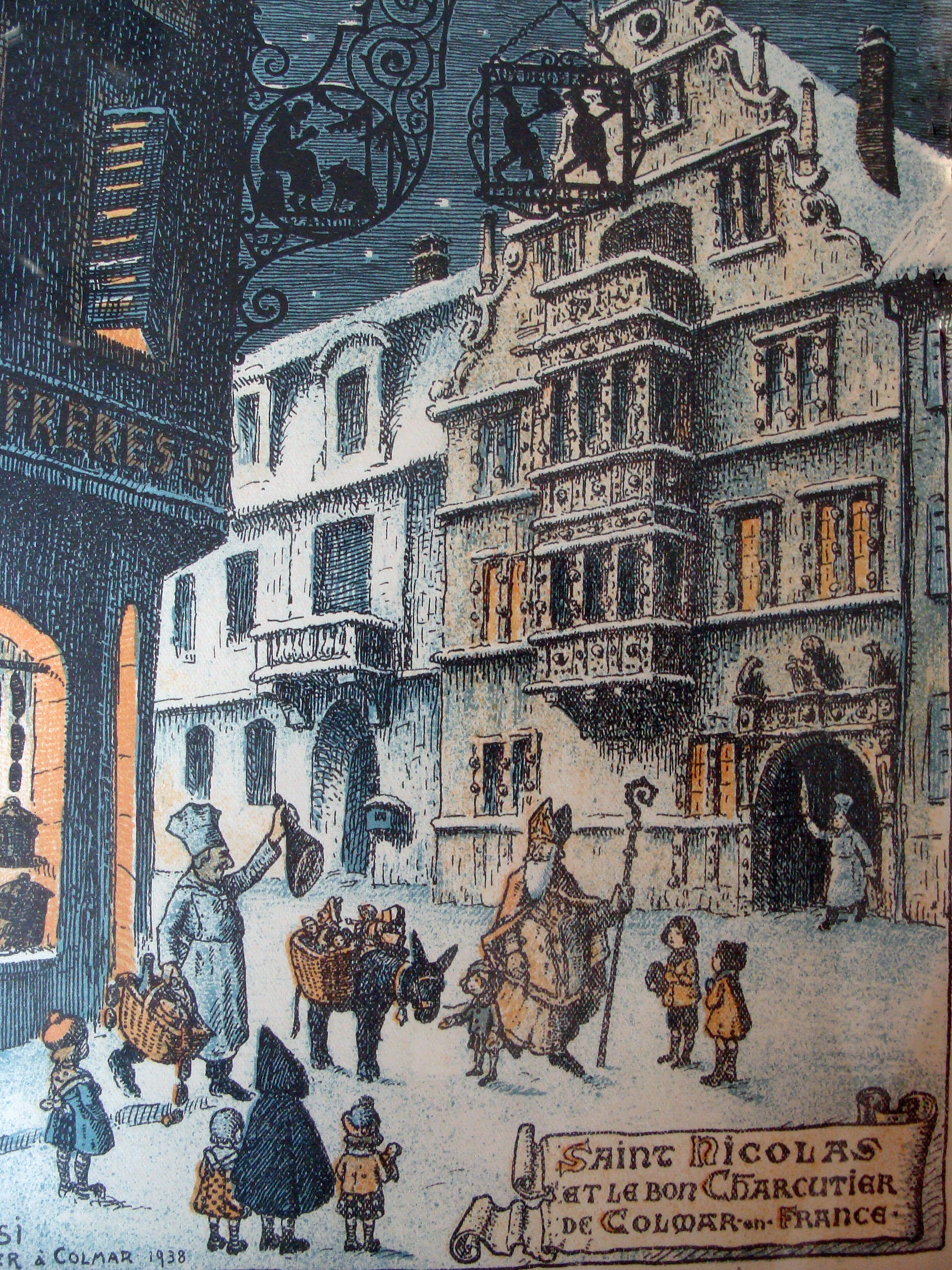
Lithographie de Hansi avec Saint Nicolas (1938).

Après son séjour à Lyon, il retourne en Alsace où il devient célèbre comme dessinateur de cartes postales, dont certaines sont distribuées par l'Association des hôteliers et restaurateurs des Hautes-Vosges. Il est bien connu pour sa grande taille, sa lavallière et son chapeau de feutre, signes distinctifs des artistes à cette époque. Les motifs de ses illustrations allient souvent des scènes villageoises idylliques avec de mordantes caricatures anti-allemandes. Tandis qu'au premier abord, ses illustrations paraissent d'innocentes scènes de la vie alsacienne, une observation plus attentive permet d'y déceler une aversion pour les Allemands qui sera la marque de Hansi.
Grâce à deux peintres Alexis Kreyder et Léon Hornecker, il fait connaissance des artistes strasbourgeois de la Revue alsacienne illustrée qui travaillent au maintien du particularisme alsacien, l'un d'eux est Charles Spindler. Le jeune Jean-Jacques Waltz s'engage contre l'annexion de l'Alsace-Lorraine (et surtout de l'Alsace) par l'Allemagne, conséquence du traité de Francfort qui fait suite à la guerre franco-allemande de 1870. Pour cela, il fait de nombreux dessins satiriques d'Allemands en Alsace qu'il rend ridicules. Son frère aîné est étudiant en pharmacie et l'aide à publier ses dessins dans le bulletin de l'Association des étudiants en pharmacie de Strasbourg (H2S ou Hazweiess), publication ironique, critique et anti-allemande. C'est pour signer ces dessins qu'il utilise pour la première fois le pseudonyme Hansi qui est à la fois « Hans » (Jean) suivi de « J » pour « Jakob » (Jacques).
Hansi ridiculise le touriste allemand qu'il représente avec son chapeau tyrolien, son sac à dos, son bâton et ses chaussures à clous, qui représente l'expansionnisme allemand, encouragé par les associations nationalistes dont la Ligue pangermaniste. Comme Colmarien, Hansi rejoint l'opposition anti-allemande et anti-prussienne, dont les leaders sont l'abbé Wetterlé, Jacques Preiss et Daniel Blumenthal, qui sont députés au Reichstag.
Grâce à ce succès, Jean-Jacques Waltz peut imprimer en 1907 un recueil d'aquarelles intitulé Tours et Portes d'Alsace. Ce livre qui n'est pas vraiment engagé est néanmoins préfacé par Joseph Fleurent, avocat colmarien qui défend la seule culture française pour les Alsaciens. En 1908 son éditeur Bahy réédite les Vogesenbilder et publie une deuxième série Die Hohkönigsburg im Wasgenwald und Ihre Einweihung (le Haut-Koenigsbourg et son inauguration). Le professeur Knatschké est censé commenter les illustrations, ce qui permet à Hansi de railler l'inauguration du château du Haut-Koenigsbourg restauré à l'initiative de Guillaume II.

## L'émergence d'un caricaturiste et d'un polémiste
En 1908, parait chez Bader le livre Professor Knatschke qui avait auparavant été publié sous la forme de feuilleton dans le journal de Mulhouse l'Express. Bien que Hansi ne s'implique pas dans la politique, il se trouve mêlé à l'affaire Gneisse. Ce proviseur du lycée de Colmar avait, dans un article publié dans la Strasburger Post, soutenu la nécessité d'un enseignement uniquement en allemand pour ne pas permettre à l'armée française d'obtenir des renseignements de la part des Alsaciens. Hansi publie une caricature de Gneisse qui porte plainte et Hansi est condamné à cinq cents marks d'amende et l'éditeur du journal l'abbé Wetterlé à deux mois de prison. Dans son numéro de Noël 1911, la revue L'Illustration publie des aquarelles de Hansi présentées par Maurice Barrès. En 1912 paraît chez Henri Floury une édition française du Professeur Knatschké due au Docteur Colli, pseudonyme de Henri Collignon, secrétaire général de la présidence de la République. Pour Noël de la même année, il publie Histoire d'Alsace racontée aux petits enfants de France par l'oncle Hansi où l'histoire est présentée de façon partielle et partiale.

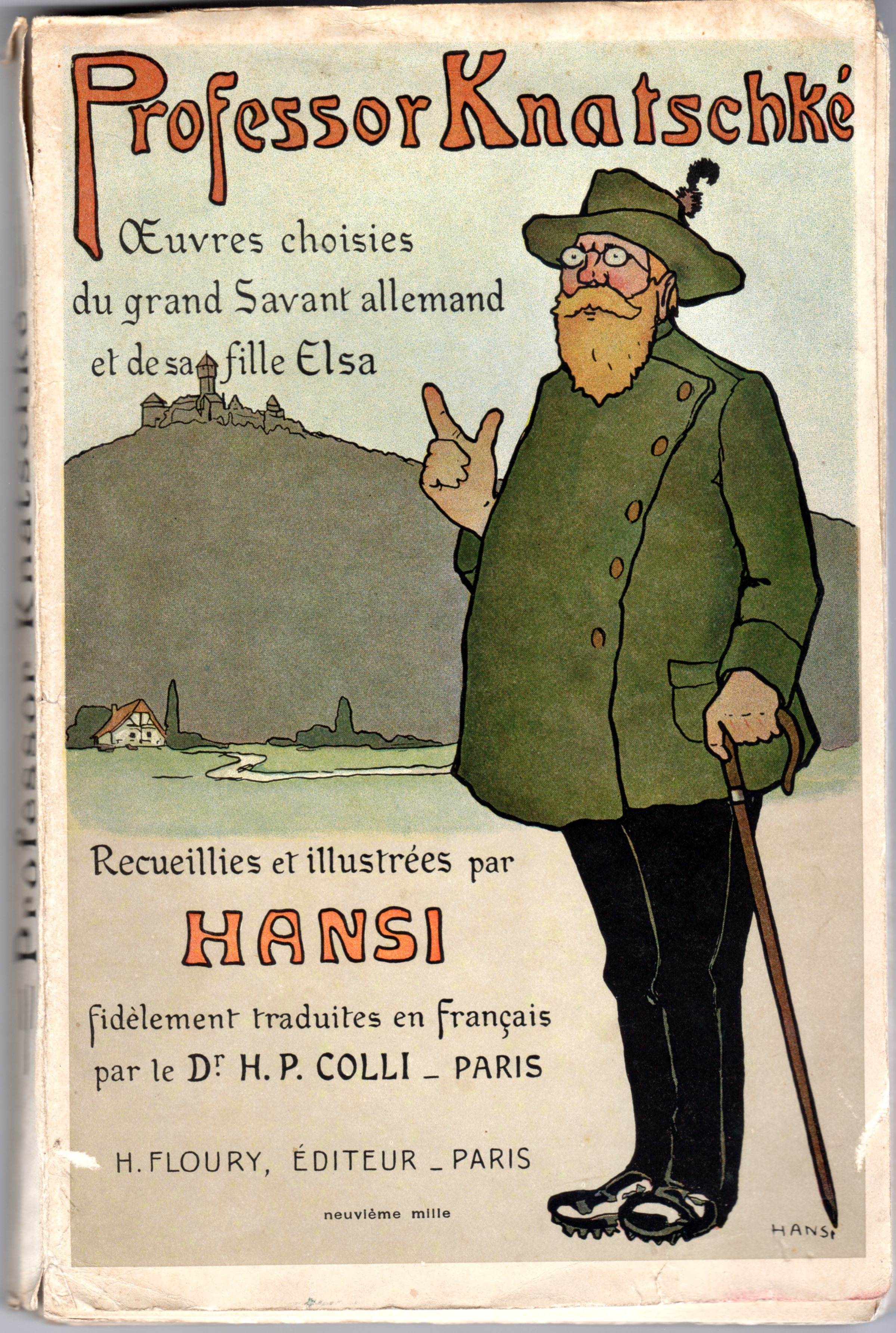
Knatschké (Hansi, 1912).

Dans le livre, Professor Knatschke, Hansi avait identifié le ridicule professeur avec son ancien proviseur du Gymnasium de Colmar, nommé Gustav Gneisse. L'affaire a des conséquences, puisque Gustav Gneisse, devenu le symbole du pangermanisme et de la sottise, est expulsé d'Alsace après 1918 et le retour des Français. Revenu en Alsace en 1940, à la faveur de la victoire allemande, afin d’habiter chez sa fille qui peut s’occuper de lui alors qu'il est malade et presque aveugle, Gustav Gneisse est de nouveau contraint de repasser la frontière vers l'Allemagne après la Libération.

## Une suite de procès
En mai 1913 Hansi est condamné à neuf cents marks d'amende pour avoir insulté, dans son Histoire d'Alsace, la collectivité des Allemands venus en Alsace après 1870. Le 9 juillet 1914, un nouveau procès s'ouvre à Leipzig, qui condamne Hansi à un an de prison. Il profite d'un passage à Colmar pour s'échapper et gagner la France.
À la même époque, son ami, Henri Zislin, dessinateur et tout aussi patriote, effectue plusieurs séjours en prison pour attaque contre l'Empire.

## La Grande Guerre

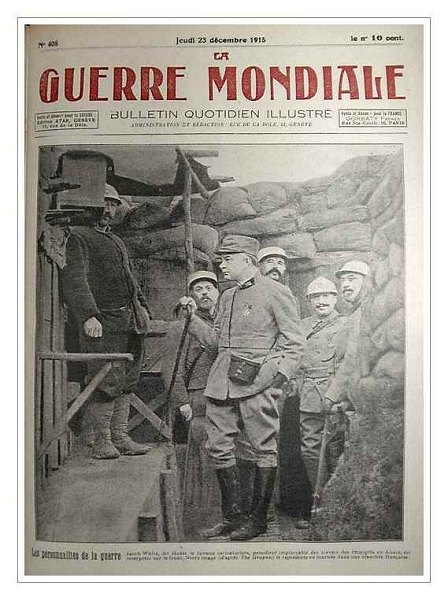
Hansi, alors officier interprète dans l'armée française, à la « Une » du quotidien La Guerre Mondiale du 23 décembre 1915.

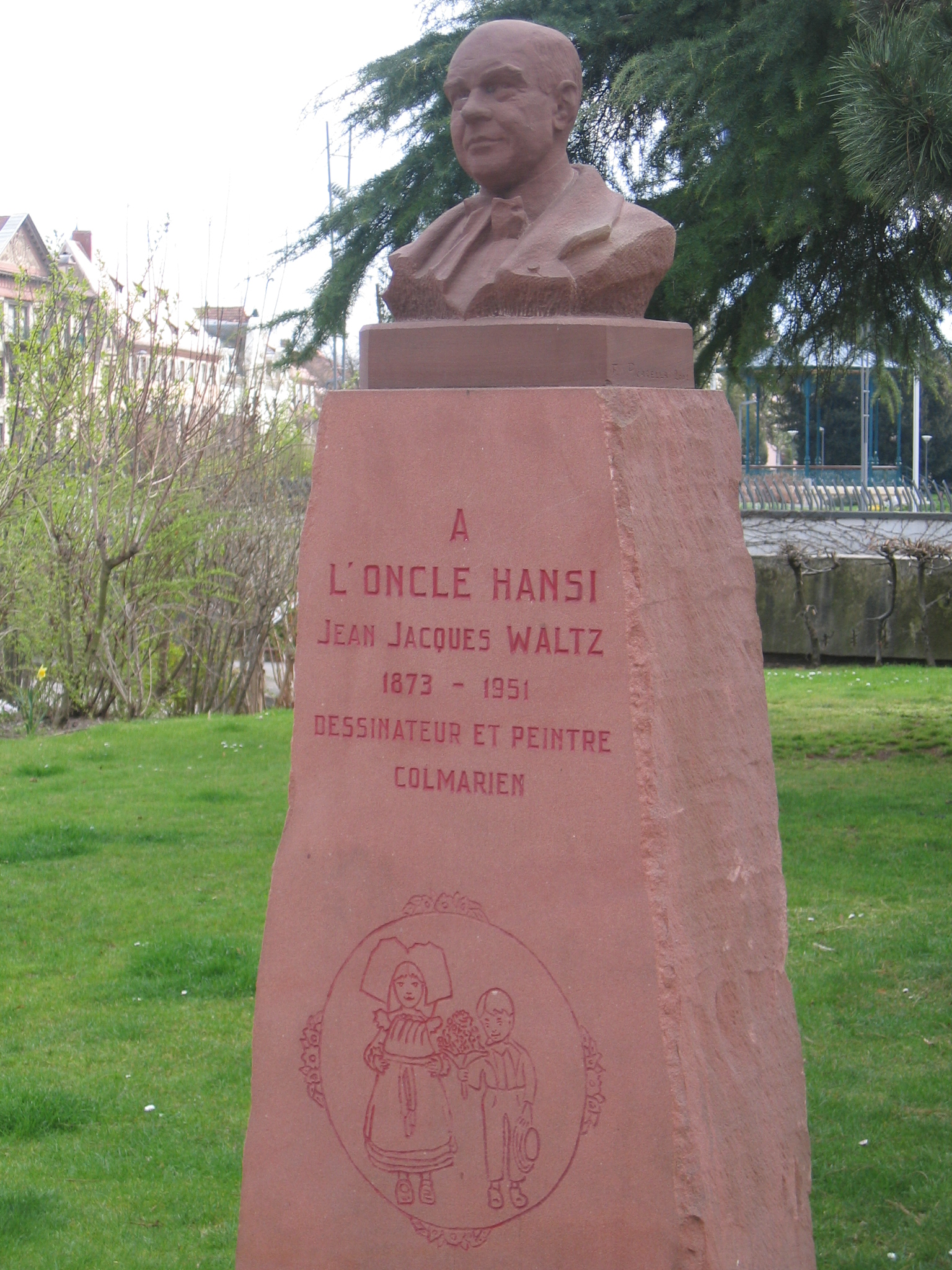
Buste de Hansi à Colmar.

Hansi s'engage au 152e régiment d'infanterie en tant que caporal. Il est ensuite muté à l'état-major de la division où il est d'abord interprète stagiaire (sous-officier) puis officier Interprète militaire. Il est ensuite affecté au service de la propagande aérienne aux côtés d’Ernest Tonnelat. Tous deux publieront leurs souvenirs de cette expérience en 1922.
Il réalisera une affiche pour l'emprunt de guerre de 1917, où il met en scène une ville alsacienne. En 1918 lorsque l'Alsace réintègre la France, il crée une autre affiche. Après la victoire des Alliés, il publie deux livres en 1918 : Le Paradis tricolore et en 1919 L'Alsace heureuse. Dans ce dernier livre, il raconte ses démêles avec des juges allemands, son évasion, sa guerre, l'entrée des troupes françaises en Alsace et le départ des émigrés. En 1920, il est fait officier de la Légion d'honneur par le président Millerand.

## Déclin de popularité
Sa haine de l’Allemagne lui fit écrire après que Wilson eut tout simplement obligé la France à respecter les termes du Traité de Versailles : 
Après la signature de la paix, quelle déception pour les Alsaciens, quel soulagement pour les Allemands, quand l'Alsace a vu des Allemands revenir en foule ! La France, avec une mentalité de vaincu, appliquait pleinement, plus que pleinement, l’article du Traité qui confère la nationalité française à tout Allemand ayant épousé une Alsacienne ou une Lorraine. En vérité la France n’était nullement obligée d’appliquer le traité jusque dans ses articles qui lui nuisent le plus, alors que l'Allemagne vaincue déclarait son mépris pour le « chiffon de papier » signé à Versailles. Et, si la France pouvait se considérer comme obligée à rouvrir ses portes aux Allemands qui se sont mariés chez elle, était-elle obligée de leur rendre leurs places d'avant-guerre, avec tous les bénéfices d'après-guerre ?
Dans l'après-guerre, non seulement la popularité de Hansi décroît, mais l'incompréhension s'installe également. Si les Alsaciens ont accueilli l'armée française avec joie, ils ne veulent toutefois pas perdre une identité durement préservée pendant la période allemande. Hansi se trouve dans une situation paradoxale : il n'approuve pas l'autonomisme, dans lequel il ne voit que la main de l'Allemagne. Ses livres, Le Voyage d'Erika en Alsace française (1921) et La Fresque de Geispolsheim (1935), n'ont pas d'écho. Il écrit des livres qui expriment son attrait pour la beauté de l'Alsace mais qui ne rencontrent plus le même succès : Colmar en France (1923), La Merveilleuse Histoire du bon Saint Florentin d'Alsace (1925), Les Clochers dans les Vignes (1929), et Au pied du Mont Sainte-Odile (1934). Aujourd'hui, ces livres sont particulièrement recherchés par les collectionneurs car ils ont été tirés à peu d'exemplaires. Hansi dessine des cartes postales, des aquarelles et des dessins publicitaires, ainsi que des enseignes que l'on peut encore voir, en particulier dans les rues de Colmar. Hansi succède à son père comme conservateur du musée Unterlinden à la mort de celui-ci en 1923 et reprend un de ses manuscrits sur L'Art héraldique en Alsace. Hansi est célibataire et vit avec le couple de son frère et de sa belle-sœur dans une maison qu'ils possèdent dans la vieille ville de Colmar.
Pourtant Hansi ne délaisse pas son adversaire préféré, le pangermanisme. Il pense que les Allemands n'ont pas renoncé à dominer l'Alsace et qu'ils développent une propagande insidieuse qui s'appuie sur les activités d'associations culturelles (Institut d’Études alsaciennes, associations d'histoire locale, représentations théâtrales comme celles du théâtre de Fribourg à Colmar ou Strasbourg). Il s'en prend à des sympathisants allemands comme l'abbé Brauner qui, selon Hansi, sont directement financés par l'Allemagne. Hansi attaque directement le mouvement autonomiste et soupçonne le quotidien anti-français et autonomiste Elz (Elsaß-Lothringische Zeitung), fondé en 1929, d'œuvrer pour l'Allemagne. Juste après le début de la Seconde Guerre mondiale, Hansi approuve l'arrestation des autonomistes alsaciens et il considère comme un juste châtiment l'exécution pour espionnage en février 1940 de Karl Roos, autonomiste membre du Parti National Indépendant.
Deux jours après la déclaration de guerre de 1939, Hansi se rend très rapidement en Bourgogne, puis à Agen où les services de la préfecture du Haut-Rhin ont été évacués. Dans la nuit du 10 au 11 avril 1941, il est battu par trois hommes de la Gestapo et laissé pour mort. Hansi échappe de peu à la mort, vit dans le Midi, puis va en Suisse fin 1942 et habite à Lausanne. Il survit en reproduisant des aquarelles faites en Alsace. Il ne reviendra à Colmar qu'en juin 1946, après que sa maison, dévastée et pillée, aura été remise en état. Affaibli par l'attentat dont il a été victime, il se remet néanmoins au travail et peint des dessins publicitaires et des enseignes. Le livre Le professeur Knatschké est réédité en 1947, mais il rencontre peu de succès. Il y dénonce le danger d'un retour du national-socialisme. Hansi publie ses mémoires sous le titre Les Souvenirs d'un annexé récalcitrant, en deux tomes, Madame Bissinger prend son bain et Le Premier Phonographe. Hansi y avoue qu'il avait pour ami un Allemand. Jusqu'à sa mort, Hansi reçoit de nombreuses distinctions : entre autres, il est fait citoyen d'honneur de la ville de Colmar, il est élu membre correspondant de l'Académie des Beaux-Arts et reçoit l'insigne de commandeur de la Légion d'Honneur. Jean-Jacques Waltz-Hansi meurt le 10 juin 1951. Ses obsèques sont menées par une compagnie du 152e régiment d'infanterie, le fameux 15-2, dans lequel il avait servi.
La fin de sa vie n’en fut pas moins bien triste. En janvier 1951 il écrivait : « Voici l'hiver et la vieillesse inséparables – et le froid, la neige, les courtes journées sombres et les interminables nuits blanches, et l'anémie, l'arthritisme, les autres infirmités – et les médecins. À présent, plus de promenades du soir dans les vieilles rues, plus de tournée au Musée et plus de regard de déférente admiration et de reconnaissance pour le chef-d’œuvre , mais le soir, dans l'ombre de l'atelier on devine l'affreux cafard, l'ennemi du joyeux et divin travail... »  et Robert Heitz écrivait une semaine après sa mort : « Trop fier pour récriminer, veillant jalousement à son indépendance, il a payé son intransigeance au prix d'une solitude frisant l'oubli et d'une vie matérielle pénible. Aussi bien, quand demain, sur sa tombe les officiels vanteront avec force trémolos les mérites et la gloire d'un des meilleurs serviteurs que la France ait eus en Alsace, ceux qui savent ne seront pas dupes. On a eu beau le couvrir de médailles et de cravates rouges, il n'en reste pas moins que la France officielle, sans imagination et sans cœur, n'a pas su trouver la formule qui eût évité à ce vieillard de vivre dans une gêne matérielle qui, sans le concours discret de quelques amis fidèles, eût été la misère pure et simple. »

## Un auteur controversé
Hansi a pris un parti clair, en faveur de la France. Cela lui a attiré des inimitiés de la part des autonomistes, des compatriotes favorables à l'Allemagne et des Allemands. Ceux-ci lui ont reproché ses outrances, comme ses caricatures où il dessinait les Allemands expulsés brutalement d'Alsace. Il les dessinait dans tous les cas emportant une pendule. Si ses œuvres sont considérées comme outrancières par certains de nos jours, elles n'en reflètent pas moins les émotions de son époque motivées par l'étendue de la menace allemande. Il convient de préciser que des outrances anti-françaises chez les artistes concurrents étaient considérables et qu'Hansi prenait des risques personnels importants à s'exprimer de la sorte dans l'Empire allemand, régime beaucoup moins libéral que la République française. Comme nombre d'artistes immédiatement marqués par les guerres, l'œuvre de Hansi doit être restituée dans le contexte historique et social.
Les albums de Hansi, abondamment vendus vers les années 1910, où les villages alsaciens disparaissaient sous les drapeaux tricolores, ont fait croire trop facilement à l'opinion française que le retour à la France ne poserait aucun problème et ont contribué à cacher l'ampleur de la crise autonomiste après 1924.
Pour Tomi Ungerer, Hansi était un maître sur le plan artistique, même si par ailleurs il le considère comme « un salaud qui enseignait la haine aux enfants ». Mais c'est faire bon compte du talent d'Hansi. Sa popularité est toujours aussi vive ; les dessins de Hansi se trouvent partout en Alsace, alors que d'autres dessinateurs comme Simplizius, le plus connu des dessinateurs alsaciens anti-français de l'entre-deux-guerres, sont désormais quasiment oubliés.
De nos jours, de nombreux ouvrages sont republiés in extenso, sans avertissement, sans contextualisation, par les éditeurs. Certains passages, certains dessins peuvent heurter la sensibilité de certaines personnes. Il s'agit notamment de l'ouvrage Le Paradis Tricolore, qui contient la mention de boche à dix-huit reprises. Hansi est sans aucun doute un artiste germanophobe, qu'il faut toutefois replacer dans le contexte de l'histoire d'Alsace et du comportement des Allemands. De nos jours, son œuvre prête régulièrement à débat, tant par son message, qui interroge sur la pertinence de l'amitié franco-allemande, mais également par son imagerie qui est massivement utilisée à des fins commerciales, au détriment de la création contemporaine.[pas clair]

## Une œuvre d'aquarelliste qui perdure

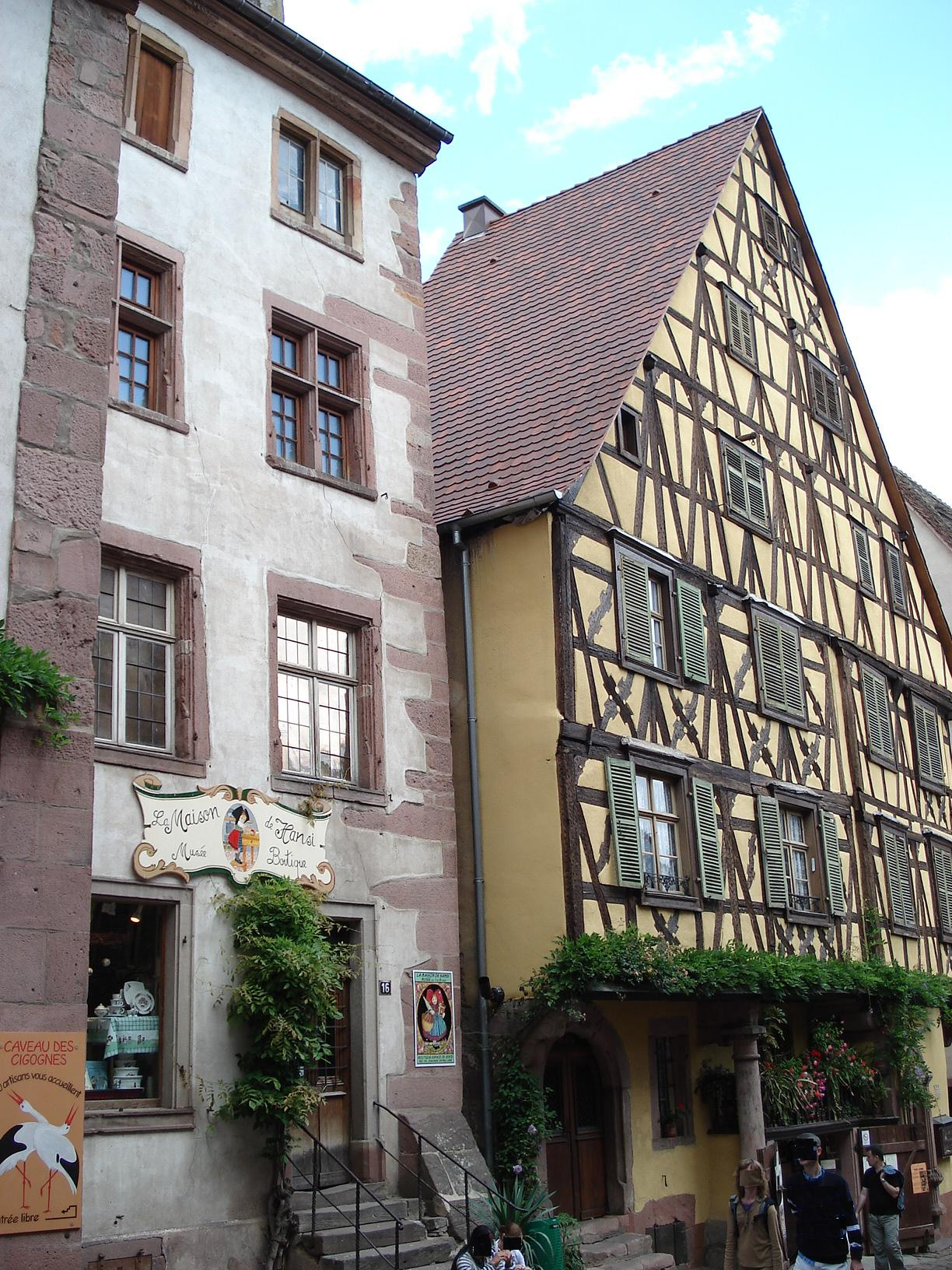
Musée Hansi à Riquewihr.

Aujourd'hui, si un livre comme Mon village garde un certain charme, seuls quelques amateurs lisent encore les albums anti-allemands comme Le Professeur Knatschke. Reste l'œuvre artistique de ce dessinateur populaire, devenue une mine pour les fabricants de souvenirs alsaciens : chaque détail y est travaillé avec un soin minutieux, au point qu’il peut devenir un motif à lui tout seul ; c’est-à-dire qu'on les retrouve à foison sur les boîtes de biscuits, les assiettes ou les serviettes de table. Steve Risch, titulaire actuel des droits d’auteur, n’hésitait pas à déclarer : « Hansi, c'est l'image de l'Alsace. Les gens me disent que c'est comme si j'avais les droits de la tour Eiffel pour Paris. ».

## L'enseignement du français en Alsace
Pour les écoliers alsaciens, le français était souvent, avec l'alsacien, l'une des deux langues maternelles (depuis le Second Empire, la bourgeoisie l'avait souvent adopté en famille, et cet usage s’était généralisé après 1871 par esprit d’opposition).
Hansi se moque des pédagogues allemands qui prétendent mieux parler le français que les Alsaciens. Il fait écrire à Elsa Knatschke :
« Le français que parlent les Alsaciens n'est pas du tout le français correct ; j'ai toujours été première en français à l'école, et je ne comprenais pas un mot de ce qu'ils disaient. D'abord ils ne donnent pas de valeur à la « hasch haspirée » ; secondement, et cela entre autres choses, ils ne savent pas prononcer comme on le doit les finales en in et en on. Bien que, dans la grammaire classique de Plœtz, il soit dit formellement, leçon 28, qu'il faut prononcer la maison : « la mäsong » et le matin : « lö matäng », les Alsaciens prononcent tout autrement. C'est à cause de cela qu'on fait venir, maintenant, de Kœnigsberg, les meilleurs professeurs de français que l'on ait en Alsace (par exemple à Strasbourg). »

## Distinctions
- Officier de la Légion d'honneur (12 juillet 1919)[13]
- Croix de guerre 1914–1918

## Son œuvre littéraire
- 1912 : L'Histoire d'Alsace Racontée aux Petits Enfants d’Alsace et de France par l’Oncle Hansi

Prix Sobrier-Arnould de l’Académie française en 1914
- 1912 : Professor Knatschké (œuvres choisies du grand Savant allemand et de sa fille Elsa), Paris, Henri Floury
- 1913 : Mon Village, ceux qui n’oublient pas
- 1921 : Le voyage d’Erika en Alsace Française
- 1922 : À travers les lignes ennemies
- 1929 : L'Alsace - Guide Arthaud, Ed. à Grenoble
- 1929 : Les Clochers dans les vignes - Librairie H. Floury - Paris

## Citations
- « Hansi (Jean-Jacques Waltz, dit), caricaturiste alsacien né à Colmar en 1873. Il s'est fait connaître par ses fines et satiriques observations des Allemands, notamment par son livre Le Professeur Knatschke (1912), réunion fantaisiste des œuvres de ce grand savant imaginaire et de sa fille Elsa. » Larousse du XXe siècle, édition 1930.

- « Le talent de Hansi est indiscutable, d'imagiste, de paysagiste et surtout de satiriste. » Tomi Ungerer

- « Hansi est accusé par les historiens d'avoir présenté une Alsace mythique adaptée à l'idéologie de la Revanche et d'être à l'origine du malentendu qui a surgi après la victoire de 1918 entre le gouvernement français soucieux d'effacer près d'un demi-siècle d'occupation allemande et les Alsaciens jaloux de leur spécificité régionale ». Pierre-Marie Tyl, Le Grand Livre de l'oncle Hansi.